# Mescolanza sottrattiva

Figura 1. Sintesi sottrattiva ottenuta con tre inchiostri ideali ciano, magenta e giallo depositati su un foglio bianco.

La mescolanza sottrattiva o sintesi sottrattiva di due o più colori consiste nel mescolare o sovrapporre due o più coloranti o pigmenti che singolarmente appaiono di colore diverso quando li si illumina con luce di una determinata composizione spettrale, perché assorbono bande diverse della luce incidente, in modo da produrre, una volta mescolati o sovrapposti, e illuminati dalla stessa luce, la sensazione di un diverso colore. Ad esempio, se si mescola un colorante che appare giallo, perché assorbe la banda del blu, con uno che appare magenta, perché assorbe la banda del verde, la miscela risultante appare rossa. 
La mescolanza sottrattiva si può produrre in diversi modi; ad esempio:
1. mescolando dei pigmenti, come in pittura;
2. sovrapponendo strati di inchiostri, come in fotografia e nella stampa.

## Gli esordi
Che la mescolanza di coloranti o pigmenti di colore diverso possa produrre nuovi colori è noto da secoli, come provano le opere di molti pittori. Nel 1722 l'ipotesi che ne basti un numero limitato per produrne moltissimi altri viene messa in pratica da Jacob Christoph Le Blon, inventore di un sistema di stampa a tre colori e, con l'aggiunta del nero, a quattro colori. Nel suo libro Coloritto; or the Harmony of Colouring in Painting/L'Harmonie du coloris dans la peinture del 1725, Le Blon scrive infatti: "La pittura può rappresentare tutti gli oggetti visibili con tre colori: giallo, rosso e blu; tutti gli altri colori possono essere formati da questi tre, che chiamo primitivi […] E una miscela di questi tre colori originari produce un nero e anche qualsiasi altro colore. […] Sto parlando solo di colori materiali, o quelli usati dai pittori” (vedi figura 2).

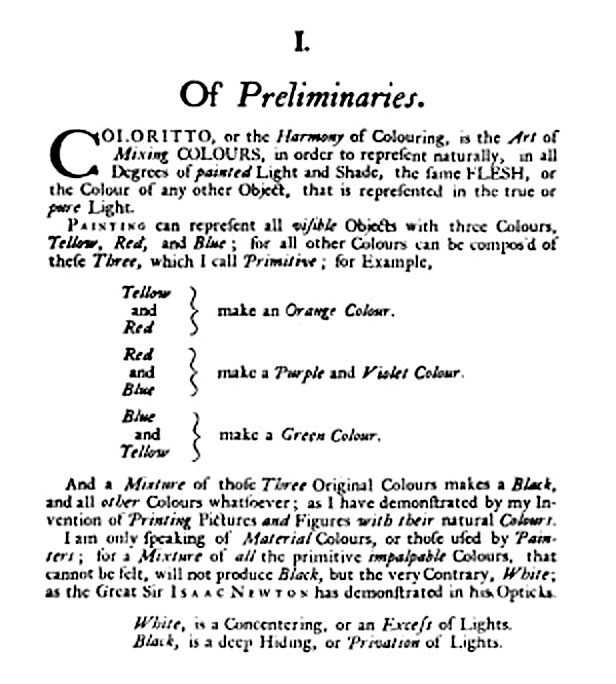
Figura 2. Una pagina del Coloritto, in cui Le Blon parla della sintesi dei colori.

È però Louis Ducos du Hauron il primo a descrivere, nel 1862, il principio della sintesi sottrattiva, che permette di superare gli svantaggi pratici che la sintesi additiva presenta sia nella riproduzione fotografica (e cinematografica) dei colori (ad esempio necessità di usare tre proiettori, o un proiettore a filtri rotanti, o pellicole lenticolari), sia nella riproduzione a stampa (necessità di usare un mosaico di colori che rende, ad esempio, praticamente impossibile creare colori luminosi e in particolare il bianco, a causa dell'assorbimento di luce da parte degli inchiostri).

## Le basi
La sintesi da parte dell'apparato visivo umano (nel seguito chiamato brevemente occhio) di una gamma più o meno estesa di colori a partire da due o più colori è sempre basata sulla mescolanza di raggi luminosi. Questo vale sia per la sintesi sottrattiva, qui trattata, sia per quella additiva. 
Alla base sta il fatto che ciò che era già stato ipotizzato nel 1801 da Thomas Young, in una lettura tenuta il 12 novembre presso la Royal Society di Londra, cioè che la retina contenga tre tipi di recettori sensibili a tre bande dello spettro visibile, corrisponde al vero, poiché nella retina sono presenti i coni, cioè tre tipi di fotorecettori che contengono tre diversi pigmenti colorati che agiscono da filtri, cioè assorbono tre diverse gamme dello spettro elettromagnetico. Le curve che indicano la sensibilità spettrale (cioè alle varie lunghezze d'onda) dei tre tipi di coni, indicati con le lettere greche ρ, γ, β, sono mostrate nella figura 3. La striscia colorata sotto le tre curve mostra i colori corrispondenti alle varie lunghezze d'onda.

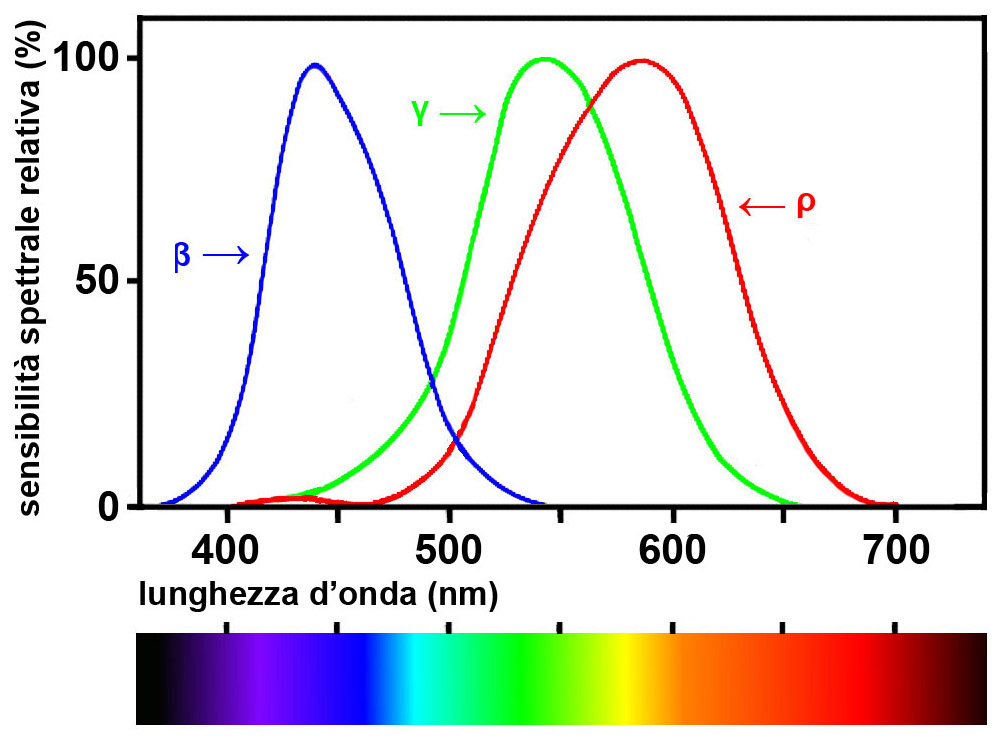
Figura 3. Curve di sensibilità spettrale dei tre tipi di fotorecettori umani responsabili della visione a colori.

I procedimenti di sintesi additiva dei colori sfruttano questa diversa sensibilità a tre diverse gamme di lunghezze d'onda visibili per produrre, usando un numero limitato di stimoli di colore (come sono usualmente chiamati i fasci luminosi che stimolano i coni), di solito tre, una vasta gamma di colori. Questi stimoli di colore, in altre parole i primari additivi, idealmente sono monocromatici, ma normalmente, per ragioni pratiche, non lo sono, e addirittura possono occupare ciascuno una banda estesa di lunghezze d'onda.
È proprio il fatto che non sia necessario usare primari monocromatici a spiegare come sia possibile produrre una vasta gamma di colori anche con procedimenti sottrattivi, cioè usando coloranti che filtrano la luce bianca lasciando passare ciascuno solo una banda di frequenze, e che possono essere usati in combinazione in modo che le bande residue di frequenze, raggiungendo l'occhio, consentano la sintesi dei colori proprio come avviene col procedimento additivo.

## La riproduzione dei colori per sintesi sottrattiva tricromatica
I primari sottrattivi normalmente usati per la sintesi a tre colori sono il ciano, il magenta e il giallo e, se fossero ideali, dovrebbero comportarsi da filtri, come è illustrato nella figura 3, dove le aree tratteggiate indicano le bande bloccate: il colorante ciano dovrebbe bloccare la banda del rosso, cioè con lunghezze d'onda superiori a circa 580 nm, e quindi trasmettere (cioè lasciar passare) quelle del blu e del verde (questo è il motivo per cui la luce trasmessa da un colorante di questo tipo appare ciano), il colorante magenta bloccare la banda del verde, compresa fra circa 490 nm e 580 nm, e il colorante giallo dovrebbe bloccare la banda del blu, cioè con lunghezze d'onda fino a circa 490 nm.

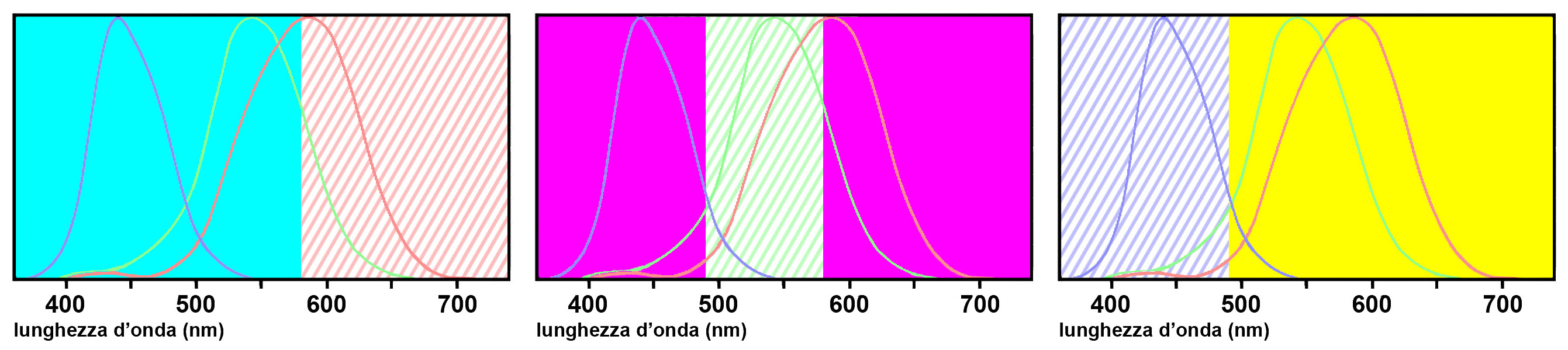
Figura 3. Curve di trasmissione dei coloranti ideali ciano, magenta e giallo.

Quando usati in combinazione questi coloranti si comportano come mostrato nelle figure 4, 5 e 6. Nella prima, ad esempio (per le altre vale un discorso simile), il colorante magenta blocca la banda del verde, trasmettendo solo quelle del blu e del rosso (e questo è appunto il motivo per cui, come già detto, appare magenta), mentre quello giallo blocca, come già detto, la banda del blu (tratteggiata in figura), trasmettendo quindi solo quelle del verde e del rosso (e questo è appunto il motivo per cui appare giallo). Se i due coloranti sono usati insieme l'unica banda trasmessa è quindi quella del rosso. Ovviamente i tre coloranti ideali, se usati insieme, bloccano tutte le lunghezze d'onda, e questo spiega il nero risultante illustrato nella figura 7.

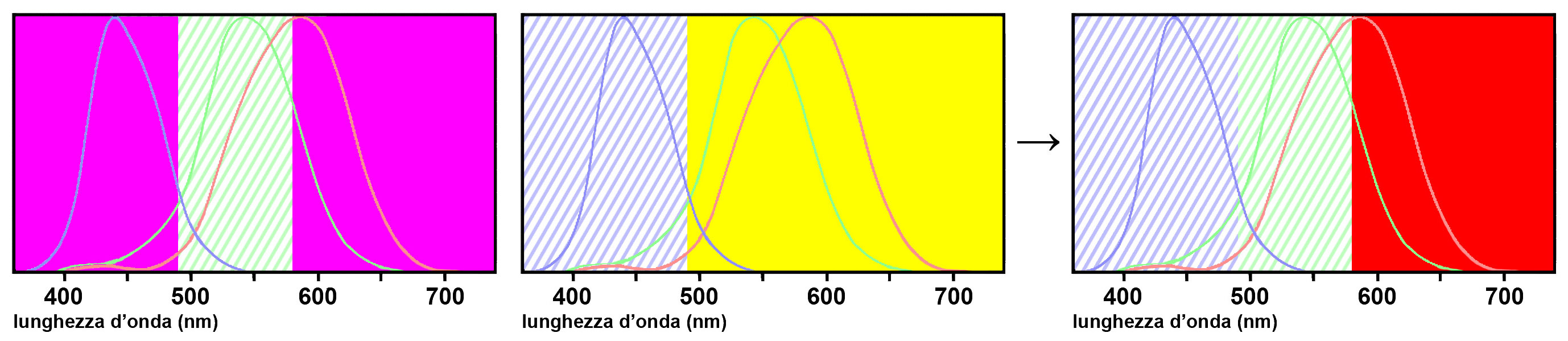
Figura 4. Sintesi sottrattiva ottenuta con coloranti ideali magenta e giallo.

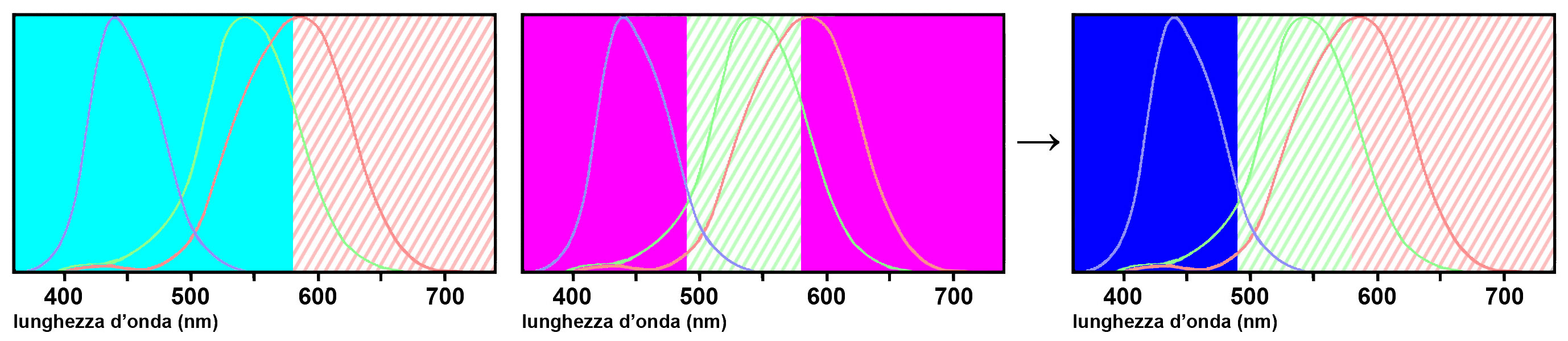
Figura 5. Sintesi sottrattiva ottenuta con coloranti ideali ciano e magenta.

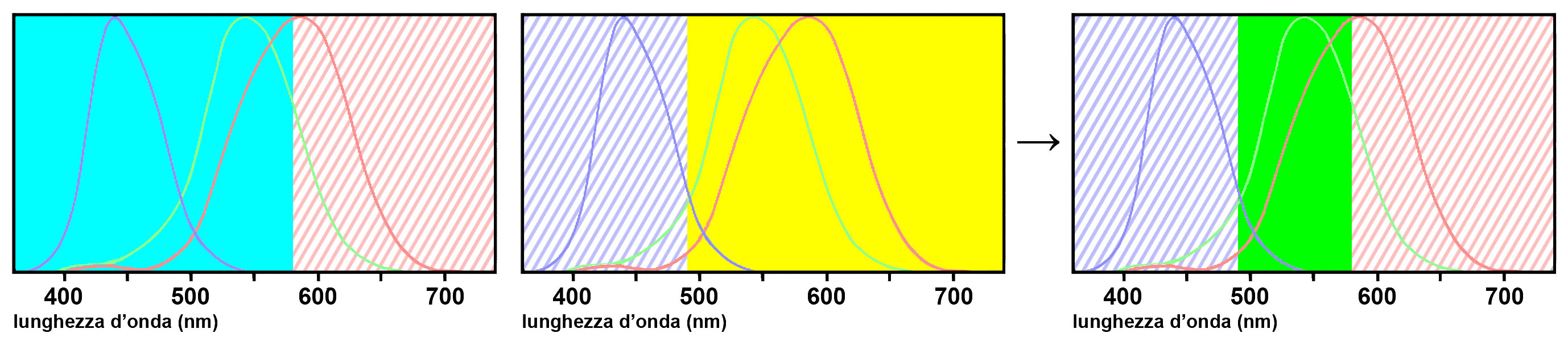
Figura 6. Sintesi sottrattiva ottenuta con coloranti ideali ciano e giallo.

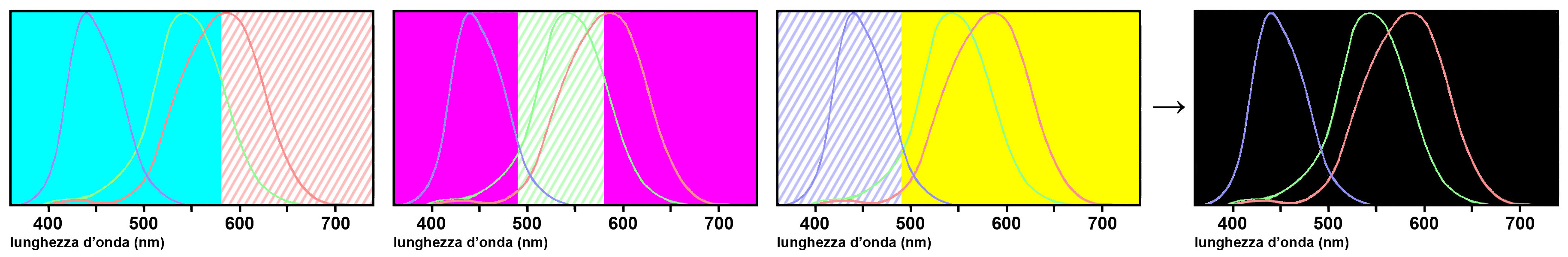
Figura 7. Sintesi sottrattiva ottenuta con coloranti ideali magenta, giallo e ciano.

Dalle figure risulta anche evidente il motivo per cui i coloranti sottrattivi non devono essere monocromatici e perché le loro bande passanti devono necessariamente sovrapporsi. In caso contrario combinando anche solo due coloranti verrebbero bloccate tutte le lunghezze d'onda e non verrebbe sintetizzato nessun colore.
I colori ottenibili per sintesi sottrattiva col ciano, il magenta e il giallo non sono solo il rosso, il verde e il blu (e il nero, se si usano tutti e tre), perché se i coloranti vengono, ad esempio, diluiti, avendo una densità minore non presentano una banda in cui bloccano completamente le onde elettromagnetiche (in altre parole il giallo lascia passare anche un po' di blu e così via), rendendo possibile la sintesi di una gamma di colori, detta gamut.
Nella figura 8 tre coloranti ciano, magenta e giallo, che lasciano rispettivamente passare (oltre rispettivamente alle bande blu e verde, blu e rosso, e verde e rosso), l'80% della banda del rosso, il 50% della banda del verde e il 50% delle banda del blu, producono un colore porpora-marrone.

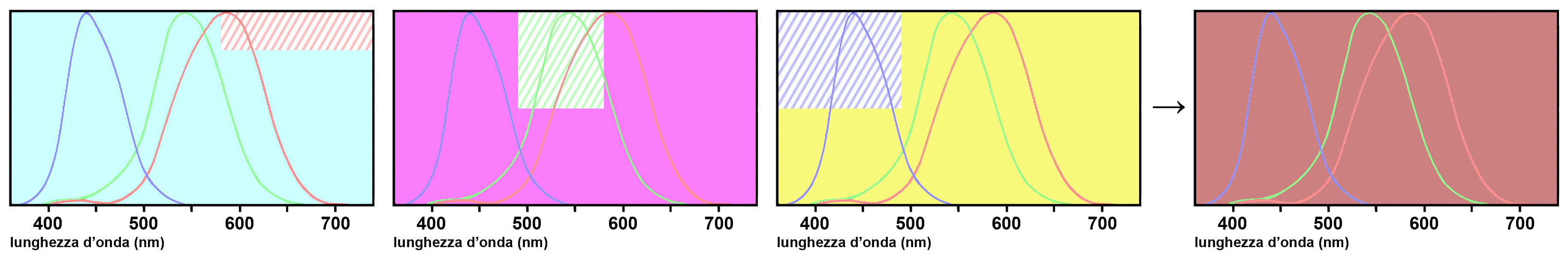
Figura 8. Sintesi sottrattiva ottenuta con coloranti ciano, magenta e giallo diluiti.

I coloranti considerati finora sono idealizzazioni di coloranti reali, le cui curve di trasmissione si discostano più o meno da quelle ideali mostrate nella figura 3. Nella figura 10 sono rappresentate, come esempio, le curve di trasmissione di tre coloranti reali del tipo di quelli usati in fotografia, alla massima concentrazione. Anche questi coloranti possono essere usati, come nell'ultimo esempio visto sopra, a concentrazioni minori (almeno in fotografia).

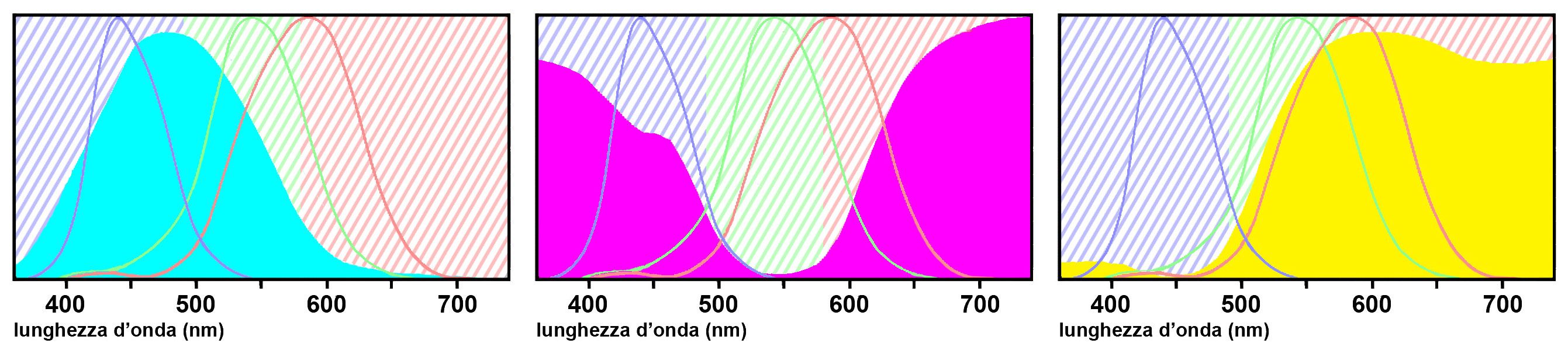
Figura 10. Curve di trasmissione dei coloranti ciano, magenta e giallo del tipo di quelli usati in fotografia.

## I metodi sottrattivi
Come già accennato, la mescolanza sottrattiva si può ottenere in diversi modi, illustrati nel seguito facendo riferimento alla mescolanza o sintesi tricromatica CMY o quadricromatica CMYK, che sono quelle più usate in pratica. 

### Sintesi sottrattiva in pittura (e nel disegno)
Che la mescolanza di coloranti o pigmenti di colore diverso possa produrre nuovi colori è noto da secoli, come provano le opere di molti pittori che ci sono pervenute. E i pigmenti, un tempo chiamati terre, come gli altri coloranti usati in pittura, quando mescolati, producono (cioè fanno percepire al nostro occhio) nuovi colori proprio per sintesi sottrattiva, perché assorbono selettivamente bande di lunghezze d'onda.
Un pittore può naturalmente mescolare fra loro colori qualsiasi, e in qualsiasi proporzione, per ottenere il colore che desidera, e in questo senso tutti i colori che usa sono i colori primari per quella specifica mescolanza sottrattiva.
Ha quindi solo un valore storico, almeno per quanto riguarda la sintesi sottrattiva dei colori, ricordare che in pittura sono stati usualmente considerati primari il giallo, il rosso e il blu. Lo spiegano, ad esempio, B.E. Snow e H.B Frohelich nel testo citato in bibliografia: "Se prendiamo in considerazione i pigmenti vediamo che esistono tre colori che sono alla base di tutti gli altri colori, e sono il giallo, il rosso e il blu. Questi colori sono elementari e non si possono produrre con una mescolanza. Perciò li chiamiamo colori primari." (pagina 15). "Partendo come base dai tre pigmenti primari giallo, rosso e blu, abbiamo un fondamento per tutte le altre tonalità di colore che possiamo ottenere con una mescolanza. Il modo più semplice per combinare due primari è mescolarli in parti uguali, producendo un terzo colore, che chiameremo colore binario. Esistono tre colori binari, l'arancione, il verde e il violetto, prodotti come segue: parti uguali di rosso e giallo mescolati producono l'arancione binario, parti uguali di giallo e blu mescolati producono il verde binario e parti uguali di rosso e blu mescolati producono il violetto binario." (pagina 17).

### Sintesi sottrattiva in fotografia (e nel cinema)
La nascita della fotografia a colori non è basata sulla sintesi sottrattiva, ma su quella additiva. Fu James Clerk Maxwell, nel 1861, durante una lezione al King's College di Londra, a mostrare la prima fotografia a colori, ottenuta scattando tre diverse fotografie su lastra con filtri rosso, verde e blu e proiettando a registro i tre positivi ricavati con tre proiettori a loro volta muniti degli stessi filtri colorati.
Nonostante già nel 1862 Louis Ducos du Hauron avesse descritto il principio della sintesi sottrattiva in una memoria inviata all'Académie des Sciences di Parigi per una presentazione, i procedimenti fotografici rimasero per anni basati sulla sintesi additiva: lo stesso Cromoscopio,
inventato da Du Hauron, e l'Autocromia, inventata dai fratelli Lumière, ne facevano uso.
Gli svantaggi pratici che la sintesi additiva presentava (ad esempio, ma non solo, la necessità di usare tre proiettori, o complessi sistemi a specchio, come i Cromoscopi, o pellicole lenticolari) favorirono però i procedimenti sottrattivi.

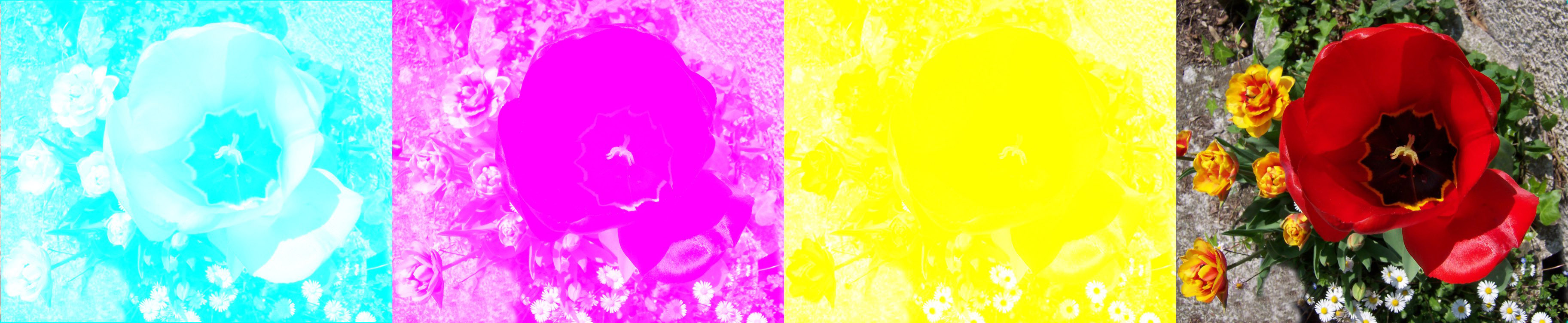
Figura 11. Sintesi sottrattiva ottenuta con coloranti ciano, magenta e giallo.

Tutti questi procedimenti sono basati sulla sintesi tricromatica e fanno uso di coloranti giallo, magenta e ciano (sintesi CMY; vedi figura 11). Le caratteristiche spettrali di questi coloranti e le alte densità ottenibili non rendono necessario l'uso di un quarto colorante nero (come avviene ad esempio con gli inchiostri neri usati nella stampa a colori). In particolare nelle pellicole e nelle stampe a colori i tre coloranti, depositati in tre (o più) strati, possono presentare varie densità, così da permettere un notevole gamut.

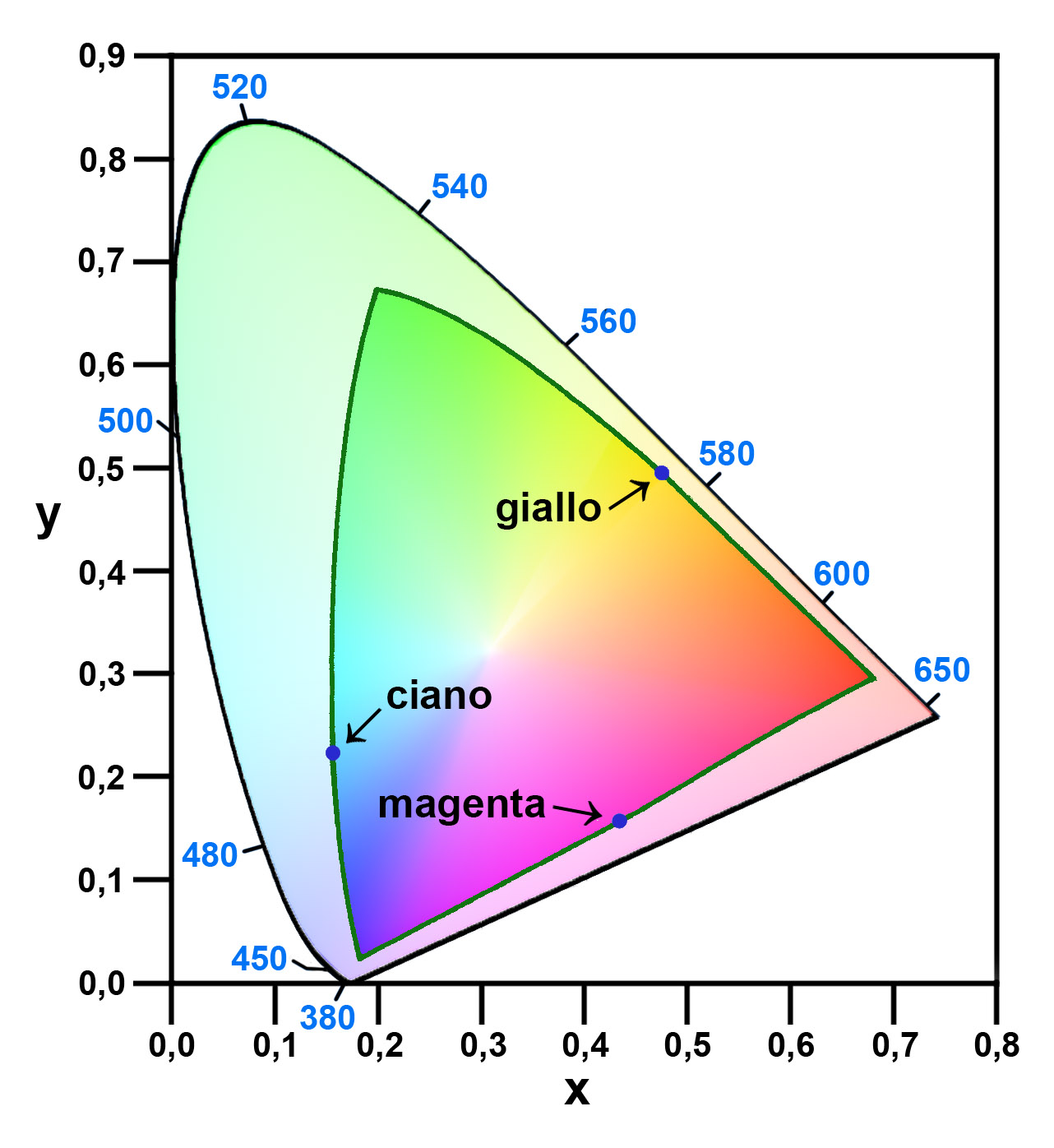
Figura 12. Gamut ottenibile con tipici coloranti ciano, magenta e giallo usati nelle pellicole positive da proiezione.

Nella figura 12 è evidenziato, sul diagramma di cromaticità (che rappresenta i colori percepibili da un osservatore medio), il gamut ottenibile con tre tipici coloranti usati nelle pellicole positive da proiezione. Come si può notare l'area del gamut è molto maggiore di quella del triangolo avente come vertici i tre primari ciano, magenta e giallo. La regola del triangolo vale infatti solo nel caso di sintesi additiva.
Coloranti con caratteristiche spettrali simili sono usati anche per le stampe fotografiche su carta. Le quantità di coloranti, in questo caso, sono minori di quelle usate per le pellicole da proiezione, poiché la luce (bianca) che illumina la carta è filtrata due volte da ciascun colorante (una quando lo attraversa per raggiungere la carta e un'altra quando ritorna indietro, dopo essere stato riflesso dalla carta), mentre una pellicola da proiezione viene attraversata dalla luce solo una volta.
Anche in cinematografia inizialmente sono stati usati procedimenti additivi, che sono stati però in seguito abbandonati in favore dei procedimenti sottrattivi (inizialmente anche a due soli primari), simili a quelli usati in fotografia.

### Sintesi sottrattiva nella stampa
I procedimenti di stampa a colori sono per la maggior parte un'evoluzione di quelli usati per le stampe in bianco-nero prodotte con i tre sistemi fondamentali di stampa: tipografia, litografia e calcografia. Si tratta di procedimenti che comportano il trasferimento di inchiostri da una matrice al supporto su cui la stampa deve apparire e che consentono di produrre un gran numero di copie in modo economico. Altri procedimenti, ad esempio quello a getto d'inchiostro, vengono usati per produrre meno copie.

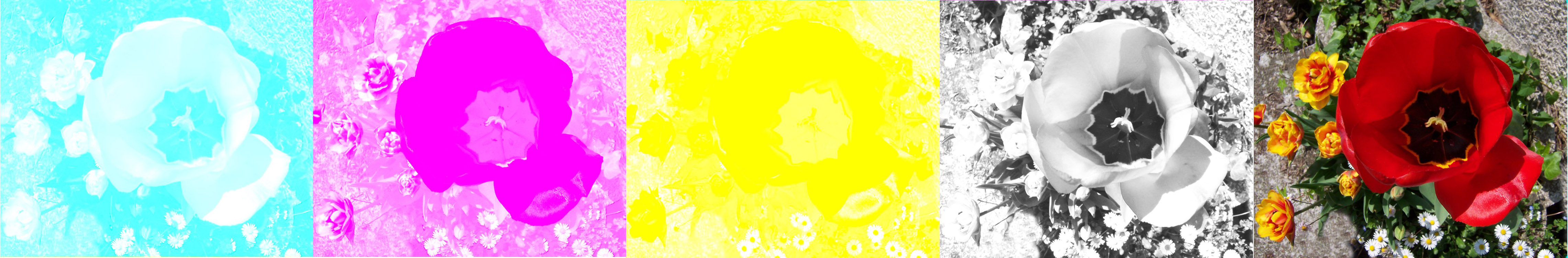
Figura 13. Sintesi sottrattiva ottenuta con inchiostri ciano, magenta, giallo e nero.

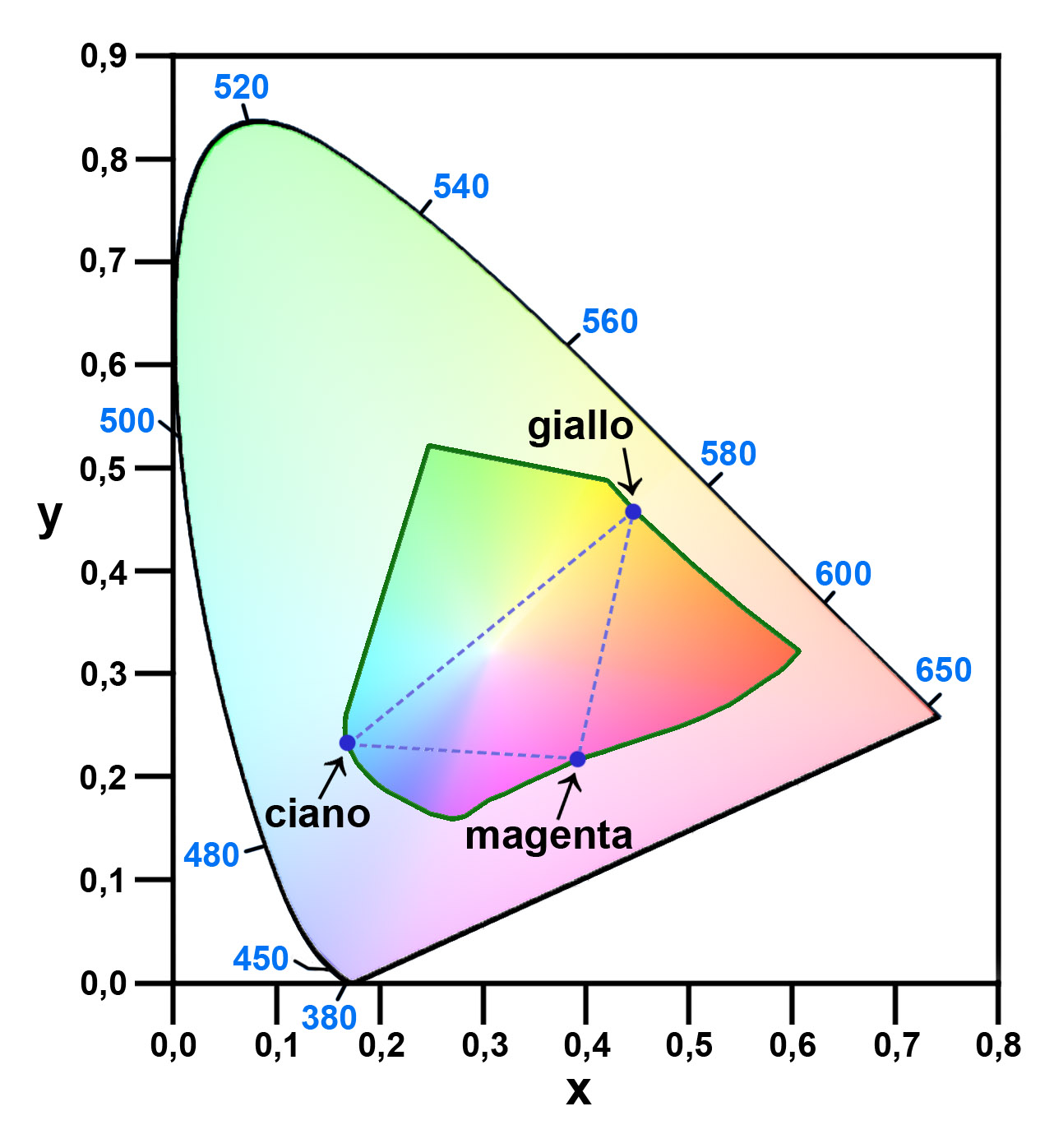
Figura 14. Gamut ottenibile per sintesi sottrattiva (zona con contorno verde) e additiva (triangolo con lati tratteggiati) con tipici inchiostri da stampa ciano, magenta e giallo.

I metodi usati sono sottrattivi (salvo quanto indicato nel seguito a proposito delle mezzetinte) e nella stampa tricromatica, o tricromia, gli inchiostri adoperati (i colori primari) sono il ciano, il magenta e il giallo (sintesi CMY), quasi sempre con l'aggiunta del nero (sintesi CMYK), per supplire alle loro carenze, dal momento che si discostano da quelli ideali e normalmente vengono applicati a strati sottili e velocemente, per cui non possono avere lo stesso potere filtrante dei coloranti usati in fotografia e quindi consentire di riprodurre sia il nero, sia colori scuri accettabili. In questo caso si parla di solito di stampa quadricromatica, o quadricromia.
La zona con contorno verde nella figura 14 indica il gamut ottenibile con tre tipici inchiostri primari da stampa ciano, magenta e giallo. Come si può notare l'area del gamut è molto maggiore di quella del triangolo coi lati tratteggiati avente come vertici i tre primari, che indica il gamut ottenibile per sintesi additiva con gli stessi inchiostri. La regola del triangolo vale infatti, come già detto, solo nel caso di sintesi additiva.

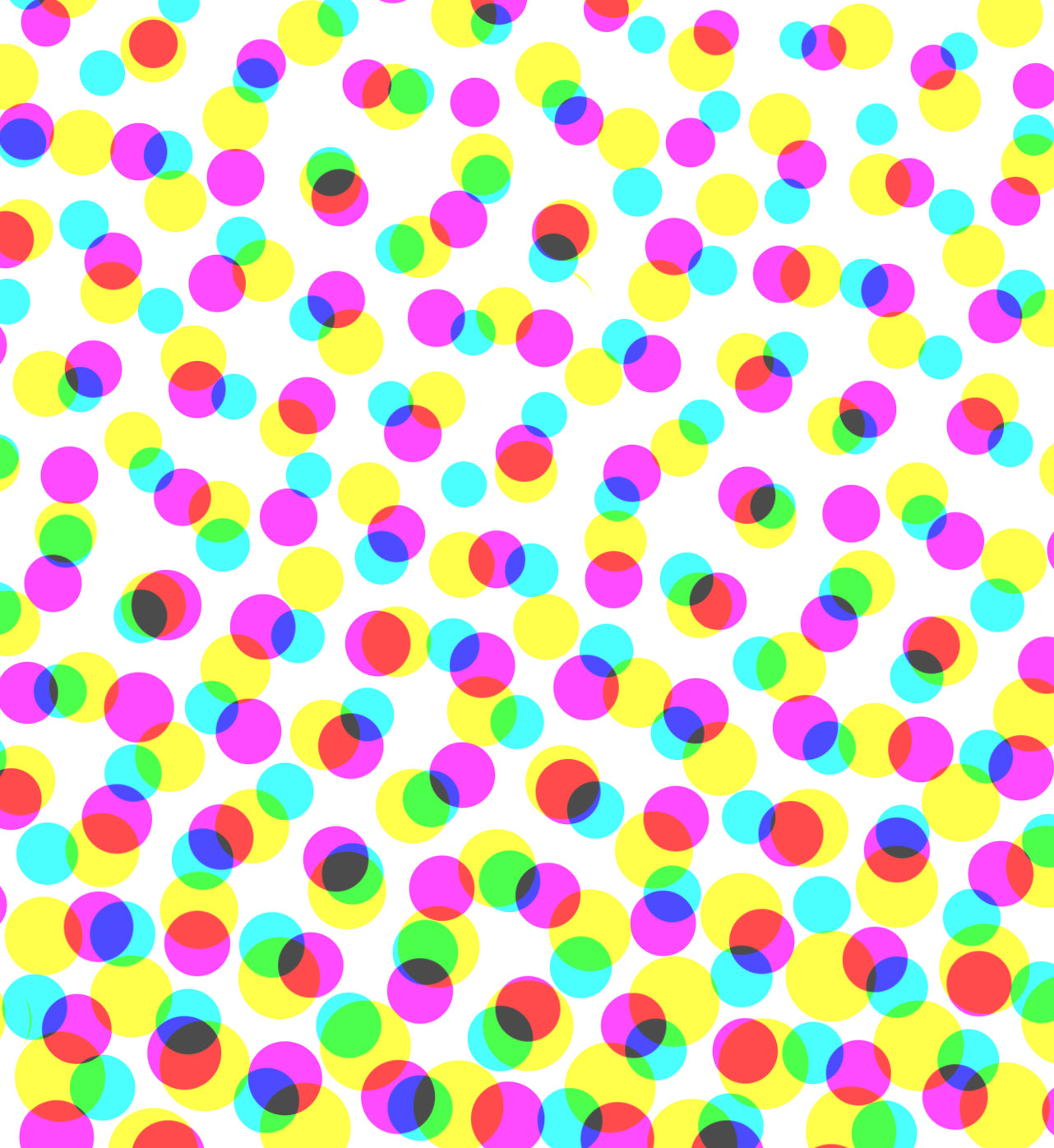
Figura 15. Zona a mezzatinta di una stampa tipografica tricromatica ottenuta con retino.

Nelle stampa si pone però il problema della riproduzione delle mezzetinte, dal momento che gli inchiostri usati hanno una densità fissa, cioè che non può essere variata da un punto all'altro dell'immagine, come avviene invece con i coloranti fotografici. Pertanto, come nel caso di stampe in bianco-nero prodotte con sistemi tradizionali o da essi derivati, come l'offset, si fa uso di retini (diversi a seconda del sistema di stampa usato), per cui l'immagine risulta, nelle zone a mezzatinta, composta da zone di solito circolari (ad esempio di grandezza fissa, ma più o meno distanziate, oppure di grandezza variabile, ma equispaziate). La figura 15 riproduce, fortemente ingrandita, una zona a mezzatinta di una stampa tipografica tricromatica ottenuta con retino.
Però, con l'uso di retini, nelle zone in cui le zone colorate non si sovrappongono, la sintesi non è sottrattiva, ma additiva, e il gamut si riduce, come indicato nella figura 14, in cui il gamut di tre inchiostri da stampa tradizionali ottenibile per sintesi additiva è rappresentato dal triangolo coi lati tratteggiati.
Anche in sistemi di stampa diversi da quelli tradizionali (o da questi derivati) le mezzetinte sono ottenute in modo simile. Questo avviene, ad esempio, nelle stampe in quadricromia a getto d'inchiostro, con cerchi colorati di piccola dimensione e più o meno distanziati, la cui distribuzione spaziale è irregolare, nel senso che è ottenuta con algoritmi che generano numeri pseudocasuali.
Nella stampa si usano anche procedimenti con più di tre (o quattro) colori in diversi casi. Ad esempio si possono usare inchiostri di colore argento o oro, oppure inchiostri di un colore al di fuori del gamut dei tre inchiostri ciano, magenta e giallo (ad esempio per riprodurre il colore del logo di una ditta), oppure per riproduzioni di alta qualità di dipinti.
In quest'ultimo caso spesso si usano procedimenti esacromatici (più il nero) e i colori extra più adatti si sono rivelati l'arancione, il verde tendente al blu (ma meno del ciano) e il violetto. Occorre però, quando si usano questi colori, fare uso anche di appositi algoritmi che permettano di determinare che inchiostri usare nelle varie aree da stampare, perché ovviamente occorre tenere conto delle bande dello spettro che ciascun inchiostro assorbe.